# Bracon madagascariensis
Bracon madagascariensis är en stekelart som beskrevs av Szepligeti 1913. Bracon madagascariensis ingår i släktet Bracon och familjen bracksteklar. Inga underarter finns listade.